# Iconodiagnostica
L'iconodiagnostica è la disciplina che applica la diagnostica medica allo studio delle opere d'arte.

## Descrizione
Pur presentandosi con alcuni caratteri di metodo scientifico, diffusa e praticata anche in ambito accademico, viene considerata anche dagli stessi promotori come "divertimento distinto dal campo scientifico e eventualmente solo un aiuto didattico esercitando la capacità di osservare e riconoscere i segni di patologie riprodotti inconsapevolmente dagli artisti". Il concetto è stato introdotto nel 1983 da Anneliese Pontius, psichiatra dell'Università di Harvard, intenta a dimostrare l'antica presenza della sindrome di Crouzon nelle isole Cook. Il professor Irwin M Braverman dell'università di Yale adotta dal 1998 la iconodiagnostica come normale strumento di esercizio didattico per il riconoscimento delle patologie dermatiche.
Opere quali dipinti o statue vengono attentamente esaminate in dettaglio per scorgere eventuali e ipotetici segni di malattia. In questo modo, grazie alla sinergia tra medicina e storia dell'arte, è possibile ad esempio provare a ricostruire le malattie che maggiormente hanno caratterizzato un dato periodo storico e la percezione e interpretazione che ne aveva la popolazione di quel periodo. Tra i pionieri di questa disciplina in Italia spicca il nome di Vito Franco, professore ordinario di anatomia patologica all'Università di Palermo.
In uno studio scientifico, il professor Paolo Zamboni ordinario di chirurgia vascolare all'Università di Ferrara ha formulato una sua iconodiagnostica su Michelangelo nella Scuola di Atene di Raffaello, sulla Betsabea di Rembrandt e sul Bacchino malato di Caravaggio, giungendo, verosimilmente, a una diagnosi basandosi sui segni semeiotici evidenziati sulle opere d’arte. Secondo Zamboni, sono evidenti le vene varicose su gambe e ginocchia nel Michelangelo affrescato da Raffaello, seduto su uno scranno nei panni di Eraclito; mentre per il Bacchino di Caravaggio, esposto alla Galleria Borghese di Roma, l’evidente anemia, la cute bruna, e l'acantosi nigricans secondo Zamboni riconducono alla diagnosi di malattia di Addison (condizione descritta nell'800 che colpisce le ghiandole surrenali). Tromboflebite di una vena superficiale della mammella o Sindrome di Mondor per la Betsabea di Rembrandt esposta al Louvre di Parigi.

Monna Lisa di Leonardo da Vinci.

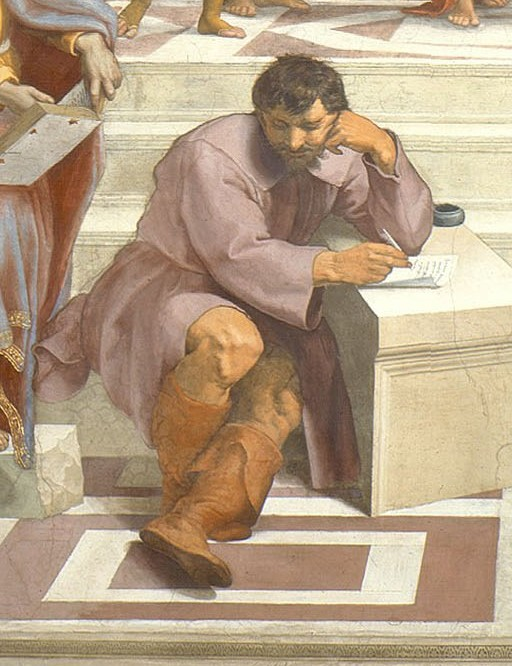
Michelangelo nella Scuola di Atene
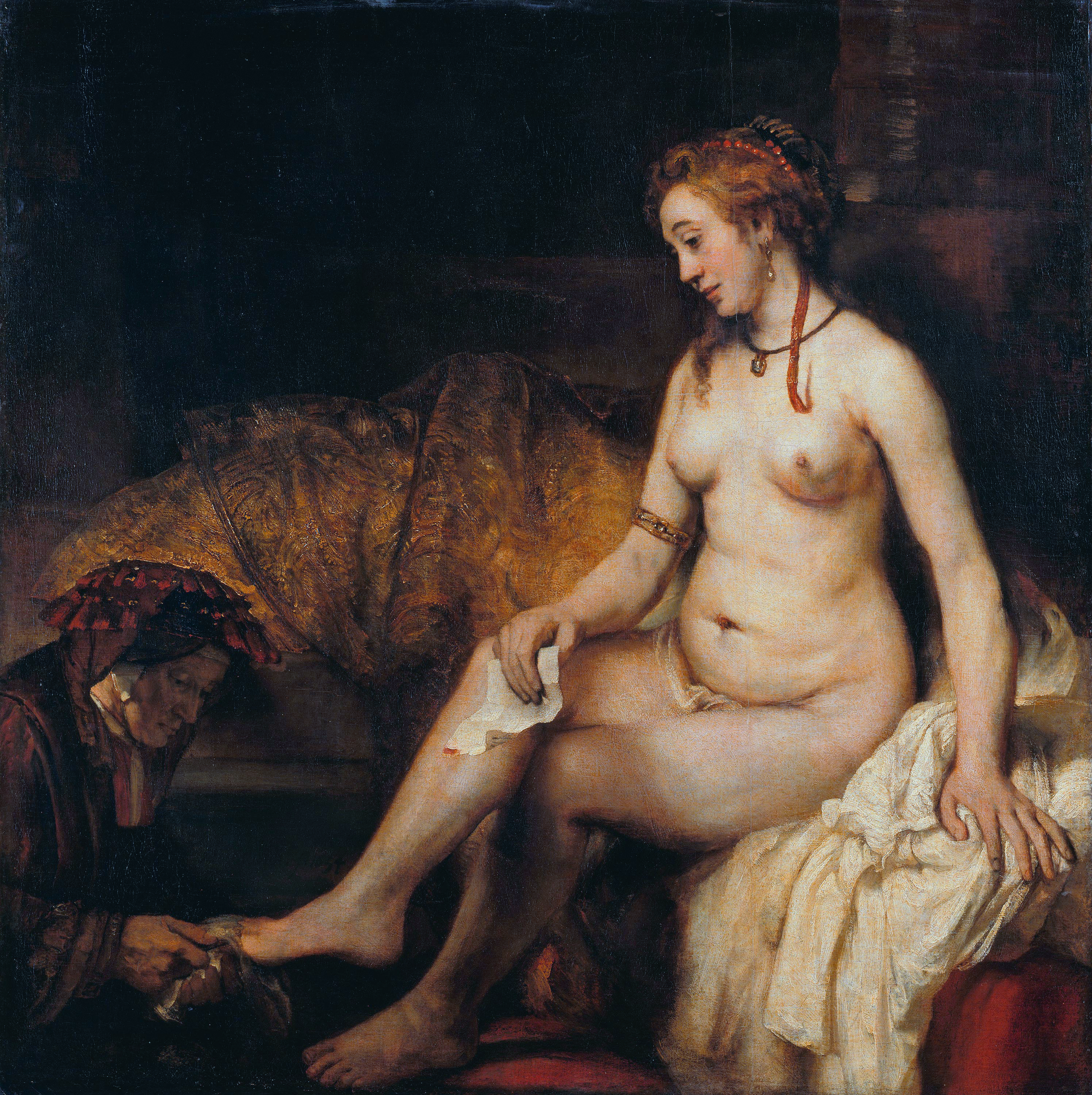
Betsabea con la lettera di David
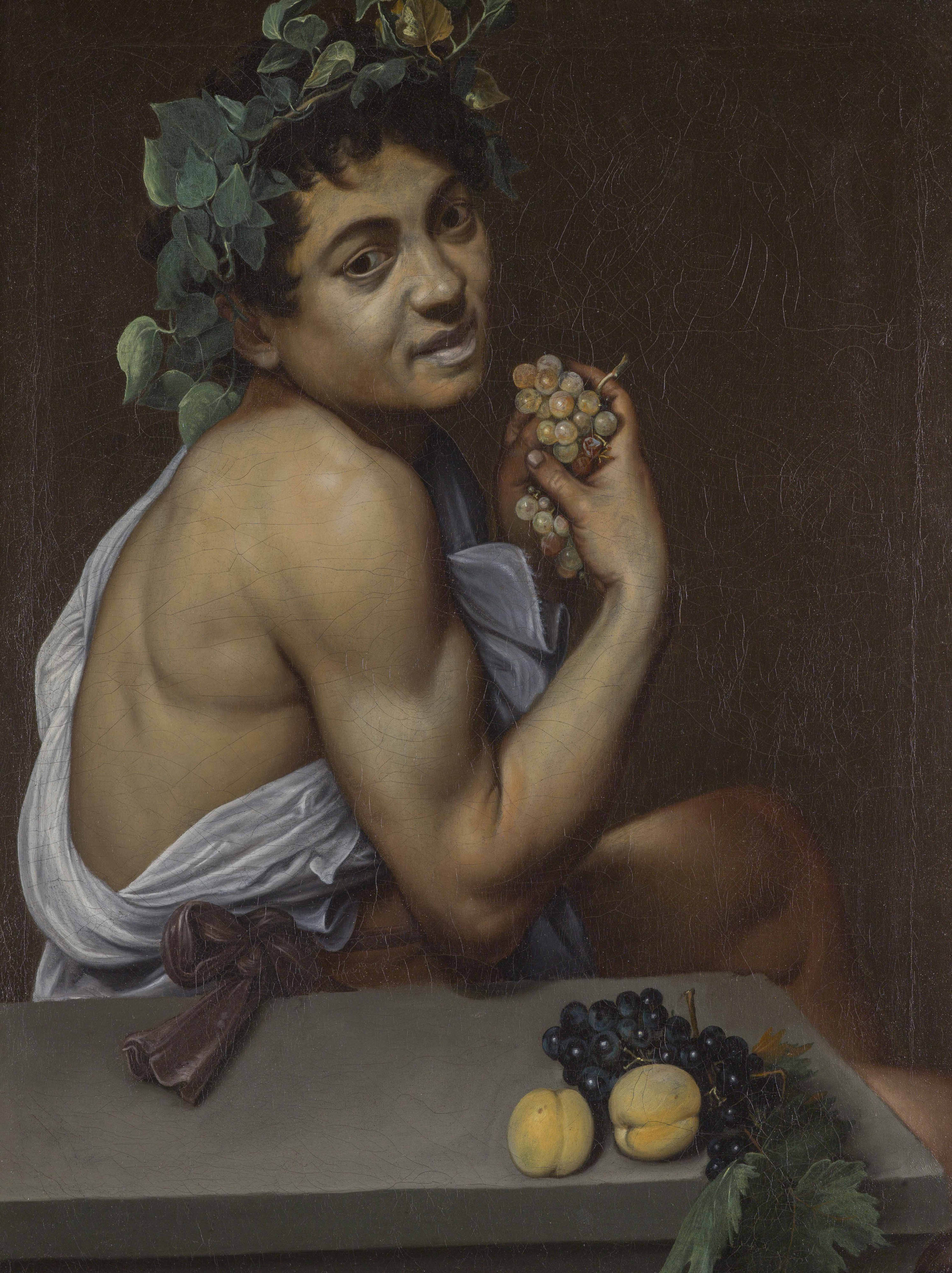
Il Bacchino malato

Tra i casi più emblematici la Gioconda di Leonardo da Vinci si è ipotizzato potesse presentare uno xantelasma nell'incavo dell'occhio sinistro e un lipoma sulla mano, segni di ipercolesterolemia e ipertrigliceridemia.